# Tirupathur (Sivaganga)
Tirupathur (o Tirupattur) è una suddivisione dell'India, classificata come town panchayat, di 23.354 abitanti, situata nel distretto di Sivaganga, nello stato federato del Tamil Nadu. In base al numero di abitanti la città rientra nella classe III (da 20.000 a 49.999 persone).

## Geografia fisica
La città è situata a 10° 07' 37 N e 78° 36' 20 E.

## Società

### Evoluzione demografica
Al censimento del 2001 la popolazione di Tirupathur assommava a 23.354 persone, delle quali 11.587 maschi e 11.767 femmine. I bambini di età inferiore o uguale ai sei anni assommavano a 2.501, dei quali 1.335 maschi e 1.166 femmine. Infine, coloro che erano in grado di saper almeno leggere e scrivere erano 18.064, dei quali 9.570 maschi e 8.494 femmine.